# Барабаш-Левадинское сельское поселение
Барабаш-Левадинское се́льское поселе́ние — упразднённое сельское поселение в Пограничном районе Приморского края.
Административный центр — село Барабаш-Левада.

## История
Статус и границы сельского поселения установлены Законом Приморского края от 6 декабря 2004 года № 184-КЗ «О Пограничном муниципальном районе».
Законом Приморского края от 27 апреля 2015 года № 593-КЗ, Жариковское и Барабаш-Левадинское сельские поселения преобразованы, путём их объединения, в Жариковское сельское поселение с административным центром в селе Жариково.

## Население
| 2010 | 2011 | 2012 | 2013 | 2014 | 2015 |
| ---- | ---- | ---- | ---- | ---- | ---- |
| 338  | ↘337 | ↘319 | ↘313 | ↘289 | ↘271 |

## Состав сельского поселения
В состав сельского поселения входил один населённый пункт — село Барабаш-Левада.

## Местное самоуправление
Администрация
Адрес: 692589, с. Барабаш-Левада, ул. Юбилейная, 30. Телефон: 8 (42345) 27-5-47
Глава администрации
- Воронова Татьяна Николаевна